# Igors Stepanovs
Igors Nauris Stepanovs (Ogre, 1976. január 21. –) lett válogatott  labdarúgó, jelenleg edző.
A lett válogatott tagjaként részt vett a 2004-es Európa-bajnokságon.

## Sikerei, díjai
Skonto Riga
- Lett bajnok (7): 1992, 1995, 1996, 1997, 1998, 1999, 2000

Arsenal
- Angol bajnok (1): 2001–02
- Angol kupagyőztes (2): 2001–02, 2002–03

Egyéni
- Az év lett labdarúgója (1): 2005